# 烏索爾卡河 (卡馬河支流)
烏索爾卡河是俄羅斯的河流，位於彼爾姆邊疆區內，屬於卡馬河的左支流，流經索利卡姆斯克，河道全長57公里、流域面积506平方公里，闊度1至1.5米，河水用作別列茲尼基食水供應。